# Загорий, Глеб Владимирович
Глеб Владимирович Загори́й (укр. Гліб Володимирович Загорі́й; род. 21 августа 1976 года, Вологда, Россия) — украинский бизнесмен, ученый и меценат. Доктор фармацевтических наук (2014), профессор (2017). Народный депутат Украины в Верховной раде Украины VIII созыва (2014—2019).

## Детство и юность
Родился 21 августа 1976 года в Вологде. Отец Загорий Владимир Антонович (1951 г.р., сейчас — председатель наблюдательного совета ЧАО "Фармацевтическая фирма «Дарница») уроженец города Лубны Полтавской области, мать — Загорий Людмила (1951 г.р.) познакомились во время учёбы в Ленинградском химико-фармацевтическом институте, по образованию фармацевты. Поженились на третьем курсе и после окончания института получили направление на работу в Вологду. Там родился сын Глеб.
В 1977 году семья вернулась на родную Полтавщину. Впоследствии семья перебралась в Киев. В 1993 году Глеб закончил киевскую среднюю общеобразовательную школу № 261 с золотой медалью.

## Образование и наука
В 1998 году окончил Киевский государственный экономический университет (сейчас — Киевский национальный экономический университет им. В. Гетьмана) по специальности «Международная экономика» и получил квалификацию магистр по управлению международным бизнесом.
В 2000 году получил второе высшее образование — квалификацию инженера-технолога в Национальной фармацевтической академии Украины (сейчас — Национальный фармацевтический университет) по специальности «Технология фармацевтических препаратов».
В 2004 году окончил аспирантуру по специальности «Технология лекарств и организация фармацевтического дела», в этом же году защитил кандидатскую диссертацию по теме «Разработка состава и технологии мягкой лекарственной формы для лечения тромбофлебита» и получил научную степень кандидат фармацевтических наук.
С 2006 года доцент Киевского национального университета технологий и дизайна, кафедра промышленной фармации. С 2012 года — доцент кафедры промышленной фармации, с 2015 года — профессор кафедры промышленной фармации.
С 2012 года доцент кафедры организации и экономики фармации Национальной медицинской академии последипломного образования им. П. Шупика.
В 2014 году защитил докторскую диссертацию по теме «Методологическое обоснование стратегии и тактики системных мер по оптимизации и эффективного развития отечественного производства лекарственных средств». Получил научную степень доктор фармацевтических наук по специальности «Технология лекарств, организация фармацевтического дела и судебная фармация». Публичная защита диссертации проходила в Запорожском государственном медицинском университете МЗ Украины.
В 2017 году присвоено звание профессора кафедры промышленной фармации Киевского национального университета технологий и дизайна.
Научные исследования Глеба Загория прежде всего касаются веществ, которые в перспективе могут стать основой для производства лекарственных средств. В декларации за 2018 год Загорий указал 95 патентов и торговых марок, преимущественно в сфере фармацевтики.

## Профессиональная деятельность
Работать начал будучи студентом в 1997 году как начальник отдела маркетинговых исследований и логистики на ЗАО "Фармацевтическая фирма «Дарница».
С 2001 года по 2009 год занимал должность главного координатора по вопросам общей политики и стратегии ЗАО "Фармацевтическая фирма «Дарница».
С 2009 года по 2014 год работал генеральным директором ЗАО "Фармацевтическая фирма «Дарница».
Сторонник введения европейских стандартов качества лекарственных средств. В интервью изданию «Фармацевтический курьер» Глеб Загорий отмечает: «Производство качественных, безопасных и эффективных лекарственных средств — это уже не преимущество в конкурентной борьбе, а наш первоочередной долг».
Последовательно выступает за поддержку отечественных товаропроизводителей.
В 2019 году акционеры заявили о намерении превратить «Дарницу» из украинской в международную компанию. Для этого «Дарница» ведёт переговоры о стратегическом партнёрстве с зарубежными компаниями из Европы и Америки. Другая стратегическая цель — сделать «Дарницу» полностью цифровой компанией, в частности, построить интегрированную систему электронного документооборота для сопровождения жизненного цикла лекарственных средств.

## Политическая деятельность
В 2014 году избран народным депутатом Украины по общегосударственному многомандатному округу по спискам «Блока Петра Порошенко» (№ 52 в списке). Член Комитета Верховной Рады Украины по делам ветеранов и инвалидов.

### Главные достижения во время каденции
Приняты Верховной Радой Украины следующие законы авторства Глеба Загория:
За годы работы в Верховной Раде Глеб Загорий подал 47 поданных законопроектов, 20 из которых стали законодательными актами. Из 65 предложенных им поправок 55 были учтены парламентом. Речь идет, в частности, о законах, обеспечивающих повышение уровня социальной защиты всех категорий участников АТО, в том числе волонтеров и добровольцев, а также семей погибших участников АТО. Кроме того, законодательные акты направлены на социальную реабилитацию ветеранов, а именно — на поддержку предпринимательской деятельности ветеранов и стимулирование трудоустройства участников АТО.
В декабре 2018 года общественная организация Комитет избирателей Украины (КИУ) признала Глеба Загория самым эффективным депутатом Верховной Рады VIII созыва за 4 года её работы . Кроме того, портал rada.oporaua.org включил Глеба Загория в список депутатов, чьи законодательные инициативы в 2018 году были поддержаны более чем на 25 %.

### Уход из политики
В мае 2019 года Глеб Загорий заявил, что считает свою законодательную миссию выполненной, что уходит из политики и собирается заниматься бизнесом — развивать компанию «Дарница».

## Меценатская деятельность
Глеб Загорий системно вместе с отцом Владимиром занимается меценатством. Одним из проектов в этой сфере является меценатская поддержка с 2002 года театральной компании «Бенюк-Хостикоев».
Вместе с компанией было создано несколько постановок, в разработке некоторых из сценических идей (постановка «О мышах и людях» Глеб Загорий участвовал лично. Антреприза «О мышах и людях» стала претендентом на Национальную премию имени Т. Г. Шевченко. В 2006 году впервые в истории Шевченковской премии эта награда была присуждена меценату Глебу Загорию, хотя официально он назван только автором идеи.

Возможно, если бы «Дарница» делала такие таблетки, которые улучшают здоровье, то, наверное, им и не надо было бы вкладывать деньги в наш спектакль. Но они понимают, что такие «таблетки» производим только мы. В конце концов, можно было потратить эти деньги … ну, на праздник пива. Тоже якобы культурный отдых! Но Загорий выбрал театр.— из интервью Богдана Бенюка
По мнению Глеба Загория, уменьшить расходы общества на терапию, реабилитацию и социальное обеспечение больных возможно при условии вложения средств в профилактику заболеваний. Именно поэтому одним из направлений благотворительности является поддержка проектов, связанных с охраной здоровья. В 2006 году Глеб Загорий поддерживал благотворительный вечер «Луч надежды», на котором выступил Владимир Спиваков и камерный оркестр «Виртуозы Москвы» для финансирования помощи людям, больным рассеянным склерозом.

«Любовь каждого из нас к Украине измеряется глубиной своего собственного кармана».— Из интервью Загория
Одним из направлений меценатской деятельности, которую осуществляет Глеб Загорий, является поддержка украинского кинематографа. Для этого совместно с Лигой украинских меценатов была начата работа над созданием первого украинского высокобюджетного фильма «Черный Ворон» по одноимённому роману Василия Шкляра.
Осознание развития фармацевтической отрасли при содействии образовательному процессу подготовки молодых специалистов стало решающим при выборе направления поддержки Глебом Загорием и фармацевтической фирмой «Дарница» учебного процесса, производственно-технологической и преддипломной практики в профильном вузе — Национальном фармацевтическом университете.
В 2015 году Глеба Загория как активного мецената включили в состав Совета по вопросам развития Национального культурно-художественного и музейного комплекса «Мистецький арсенал».
С 2014 года свою заработную плату народного депутата Глеб Загорий перечисляет на нужды учебного процесса Украинского католического университета, а начиная с 2015 года, на нужды международного благотворительного фонда «Таблеточки».
В 2015 году был создан благотворительный Фонд семьи Загорий. Основная деятельность Фонда направлена на реализацию системных проектов в сфере здравоохранения и сохранения культурных и духовных ценностей страны.
В начале 2015 года Фонд семьи Загорий и фармацевтическая фирма «Дарница» основали по две годовые стипендии для обучения одаренных студентов. В этом же году Фонд выступил генеральным партнёром Украинского форума благотворителей на VI Всеукраинском фотоконкурсе «Благотворительность сквозь призму объектива». По результатам конкурса победители получили денежные и поощрительные призы от Фонда.
Начиная с 2015 года, Фонд семьи Загорий активно сотрудничает с Всеукраинской общественной организацией "Украинский фонд «Здоровье» в рамках проекта «Я можу врятувати життя!». Миссия Фонда в рамках проекта — научить молодежь предоставлять первую медицинскую помощь, развить умение не теряться в трудных жизненных ситуациях и быть готовым прийти на помощь.
В 2016 году Фонд семьи Загорий присоединился к инициативам издательства «Родовід», поддержав издательский проект «Казимир Малевич. Киевский период 1928—1930», который дополняет историю украинского искусства новыми уникальными страницами.
В июне 2016 года Фонд семьи Загорий совместно с Центром детской кардиологии и кардиохирургии Украины подписали Договор о сотрудничестве на поставку оборудования для отделения трансфузиологии. Приобретенное холодильное и морозильное оборудование позволит хранить компоненты донорской крови в больших объёмах, необходимых для операций на сердце, и выдерживать срок хранения, предусмотренный инструктивными документами МОЗ Украины.
Фонд семьи Загорий вошёл в инициативную группу, благодаря которой Украина присоединилась к международной благотворительной инициативе Giving Tuesday. В Украине движение получило название «Щедрий вівторок», в его рамках 27 ноября 2018 года прошёл первый Всеукраинский день добрых дел.
Также Фонд семьи Загорий реализует проект #MeeTheFuture, в рамках которого организует встречи украинцев с людьми, которые возможно определят мировоззрение будущего.

## Санкции
1 ноября 2018 года были введены российские санкции против 322 граждан Украины, включая Глеба Загория и его отца Владимира Загория.

## Семья
Во втором браке. Трое детей

## Спорт
Член Правления-Почетный Президент Ассоциации джиу-джитсу Украины.
Чемпион Украины по ралли.
Вписан в историю украинского ралли.
Штурман лидера национального раллийного зачете в классе N4 Владимира Петренко
Глеб Загорий — один из немногих украинских штурманов, который выступал в интернациональных экипажах.
Экипаж Чепик с Загорием стал одним из первых восточноевропейских экипажей, который выступил в официальных соревнованиях на автомобиле категории Super 2000 в 2007 году.
Абсолютный чемпион Украины 2005 года в зачете штурманов

## Достижения
Доктор фармацевтических наук (2014)
Участник рейтинга Forbes самых успешных семейных бизнесов Украины, в 2015 году (с совокупным доходом компаний, принадлежащих семье за 2014 — 1,20 млрд грн.)
Мастер по автомобильному спорту.
Чемпион Украины по ралли.
Мастер спорта по джиу-джитсу, почетный Президент Ассоциации джиу-джитсу Украины.

## Основные труды
Чему НЕ научат в медицинском ВУЗе / Ю. И. Чертков, Г. В. Загорий. — Издание второе, исправленное и дополненное. — М.: ИД «АММ», 2014. — 456 с.
Аптечная машина продаж / Загорий Г. В., Пономаренко М. С., Чертков Ю. И. — К.: ИД «АММ», 2012. — 488 с.
Логистический менеджмент фармацевтического предприятия / Посылкина О. В., Сагайдак-Никитюк Р. В., Загорий Г. В., Горбунова О. Ю., Юрченко А. П .; под ред. проф. А. В. Посылкина — Х.: НФаУ, 2011. — 772 с.
Лекарственное взаимодействие и безопасность лекарств: пособие / Л. Л. Давтян, Г. В. Загорий, Ю. В. Вороненко, Р. С. Корытнюк, Г. М. Войтенко. — М.: ЧП «Блудчий М. И.», 2011. — 744 с.
Кардиотонические стероиды / И. Ф. Макаревич, Н. В. Чесночницы, И. С. Чекман Г. В. Загорий. — М .: Оригинал, 2009. — 688 с.
Чему НЕ научат в медицинском ВУЗе / Ю. И. Чертков, Г. В. Загорий. — М.: Доктор-медиа, 2009. — 252 с.
Методики увеличение товарооборота аптеки / Ю. И. Чертков, В. Сверху. — М .: Морион, 2008. — 96 с.
Стратегическое управление и маркетинг в практике фармацевтических фирм: Учебное издание / Белошапка В. А., Загорий Г. В., Усенко В. А .; под ред. В. А. Белошапка. — М.: РИА «Триумф», 2001. — 368 с.
Стратегическое управление: принципы и международ-ная практика. Учебное пособие / Белошапка В. А., Загорий Г. В .; под ред. Белошапка В. А. — М.: Абсолют — В, 1998. — 352 с.

### Справочники, классификаторы
Структура нормативно-правовой базы, регулирующей деятельность субъектов ведения рынка ветеринарных препаратов. Вып. 1 / Бушуева И. В., Пономаренко М. С., Загорий В. — Запорожье: ЗГМУ, 2012. — 517 с.
Основные законодательно-нормативные акты, регламентирующие деятельность органов государственного регулирования и их подразделений в области ветеринарной фармации. Вып. 2 / Бушуева И. В., Пономаренко М. С., Загорий В. — Запорожье: ЗГМУ, 2012. — 204 с.
Основные законодательно-нормативные акты, регламентирующие деятельность органов государственного регулирования и их подразделений в области ветеринарной фармации. Вып. 3 / Бушуева И. В., Пономаренко М. С., Загорий В. — Запорожье: ЗГМУ, 2012. — 40 с.
Структура нормативно-правовой базы, регулирующей деятельность субъектов ведения рынка ветеринарных препаратов. — Запорожье: ЗГМУ, 2012. — 517 с.
Справочник квалификационных характеристик профессий работников, должностных инструкций персонала предприятий фармации, типовых Положений и стандартных рабочих процедур (Квалификационные характеристики, типичные Положения и стандартные рабочие методики). Часть 1: Инструктивно-методические рекомендации. Выпуск 5 Фармация / М. С. Пономаренко, М. Л. Сятыня, Г. В. Загорий, Т. Н. Краснянская, А. А. Бабский, Ю. М. Григорук, В. А. Сятыня, В. А. Борищук, А. П. Шматенко, Р. Л. Притула, А. А. Дроздова, И. В. Клименко, М. В. Белоус, А. Н. Безуглый, В. В. Трохимчук (мл.), Е. С. Бочерикова. — М.: ЧП «Блудчий М. И.», 2011. — 120 с.
Справочник квалификационных характеристик профессий работников, должности вых инструкций персонала предприятий фармации, типовых Положений и стандартных рабочих процедур (Должностные инструкции). Часть 2: инструктивно-методические рекомендации. Выпуск 6 / М. С. Пономаренко, М. Л. Сятыня, Г. В. Загорий Т. М. Краснянская, А. А. Бабский, Ю. М. Григорук, В. А. Сятыня, В. А. Борищук, А. П. Шматенко, Р. Л. Притула, А. А. Дроздова, И. В. Клименко, М. В. Белоус, А. Н. Безуглый, В. В. Трохимчук (мл.), Е. С. Бочерикова. — М.: «Блудчий М. И.», 2011. — 192 с.
Сборник положений квалификационных характеристик, должностных инструкций персонала предприятий фармации: инструктивно-методические рекомендации / М. С. Пономаренко, В. М. Толочко, А. А. Бабский, М. В. Белоус, К. В. Вовк, Л. В. галлий, А. Н. Горбань, Л. Ю. Дьякова, Г. В. Загорий, И. В. Клименко, Т. Н. Краснянская, Н. М. Олейник. — Х.: Изд-во НФАУ, 2009. — 152 с.
Справочник квалификационных характеристик профессий работников: 2. — Выпуск 2 «Фармация» Рабочие / В. А. Загорий, М. С. Пономаренко, Т. Н. Краснянская, А. А. Бабский, Г. В. Загорий, В. А. . Сятыня, А. Н. Терновая. — М.: Принт Квик, 2007. — 140 с.
Алфавитный справочник квалификационных характеристик профессий работников: 2. — Выпуск 3 «Фармация» Рабочие / В. А. Загорий, М. С. Пономаренко, Т. Н. Краснянская, А. А. Бабский, Г. В. Загорий В. А. Сятыня, А. Н. Терновая. — М.: Принт Квик, 2007. — 143 с.
Положение о лицензировании и сертификации профессионального уровня персонала предприятий по производству лекарственных средств / В. А. Загорий, М. С. Пономаренко, Н. А. Ветютнева, Е. Е. Борзунов, Р. С. Корытнюк, Л. Л. Давтян, А. Н. Гриценко, В. А. Борищук, А. А. Бабский, Г. В. Загорий, Т. Н. Краснянская. — М.: Принт Квик, 2007. — 12 с.
Справочник квалификационных характеристик профессий работников: 2. — Вып. 1 «Фармация» Рабочие / В. А. Загорий, М. С. Пономаренко, Т. Н. Краснянская, Г. В. Загорий, Н. Б. Вовк. — М.: Полифарм. — 2005. — 77 с.
Справочник квалификационных характеристик профессий работников (изменения и дополнения № 1). Уполномоченное лицо аптеки, аптечной базы (склада) / М. С. Пономаренко, Н. А. Ветютнева, В. А. Загорий, Н. И. Паршина, Т. Н. Краснянская, Г. В. Загорий. — М.: Полифарм. — 2005. — 3 с.
Справочник квалификационных характеристик профессий работников (изменения и дополнения № 2). Уполномоченное лицо фармацевтического предприятия по производству лекарственных средств / Н. С. Пономаренко, Н. А. Ветютнева, В. А. Загорий, Н. И. Паршина, Т. Н. Краснянская, Г. В. Загорий. — М.: Полифарм. — 2005. — 4 с.